# Castle Peak
Castle Peak – szczyt w Górach Skalistych, o wysokości 4350 m n.p.m., w paśmie Elk Mountains, w stanie Kolorado w USA na terenie Gunnison National Forest, na granicy hrabstw Pitkin i Gunnison. Szczyt leży w pobliżu Aspen. Szczyt jest najwyższym w paśmie Elk Mountains oraz jest dwunasty pod względem wysokości w stanie Kolorado.